# Badminton ai XVI Giochi paralimpici estivi
Le gare di badminton ai XVI Giochi paralimpici estivi si sono svolte dal 1º al 5 settembre 2021 presso lo Yoyogi National Gymnasium. Vi hanno partecipato 90 atleti (46 uomini e 44 donne).

## Formato
Sono stati disputati 14 eventi suddivisi in gare individuali (maschili e femminili) e di coppia (queste ultime sia maschili che femminili, sia miste). Ciascun evento era composto da una fase eliminatoria a gruppi seguita dalla fase a eliminazione diretta.

## Classificazione
Gli atleti del badminton sono stati suddivisi in sei classi differenti, basate sul tipo di disabilità:
- WH1, in carrozzina, con disabilità severa;
- WH2, in carrozzina, con disabilità moderata;
- SL3, in piedi, con disabilità agli arti inferiori severa (camminata difficoltosa o con poco equilibrio in corsa);
- SL4, in piedi, con disabilità agli arti inferiori similmente alla categoria SL3, ma più lieve;
- SU5, in piedi, con disabilità agli arti superiori;
- SS6, in piedi, affetti da acondroplasia.

## Podi

### Individuali
| Evento    | Classe         | Oro                       | Argento        | Bronzo |
| Maschile  |                |                           |                |        |
| WH1       | Qu Zimo        | Lee Sam-seop              | Lee Dong-seop  |        |
| WH2       | Daiki Kajiwara | Kim Jung-jun              | Chan Ho Yuen   |        |
| SL3       | Pramod Bhagat  | Daniel Bethell            | Manoj Sarkar   |        |
| SL4       | Lucas Mazur    | Suhas Lalinakere Yathiraj | Fredy Setiawan |        |
| SU5       | Cheah Liek Hou | Dheva Anrimusthi          | Suryo Nugroho  |        |
| SS6       | Krishna Nagar  | Chu Man Kai               | Krysten Coombs |        |
| Femminile |                |                           |                |        |
| WH1       | Sarina Satomi  | Sujirat Pookkham          | Yin Menglu     |        |
| WH2       | Liu Yutong     | Xu Tingting               | Yuma Yamazaki  |        |
| SL4       | Cheng Hefang   | Leani Ratri Oktila        | Ma Huihui      |        |
| SU5       | Yang Qiuxia    | Ayako Suzuki              | Akiko Sugino   |        |

### Di coppia
| Evento    | Classe                                          | Oro                                       | Argento                                      | Bronzo                                   |
| Maschile  | WH1-WH2                                         | Cina Mai Jianpeng Qu Zimo                 | Corea del Sud Kim Jung-jun Lee Dong-seop     | Giappone Daiki Kajiwara Hiroshi Murayama |
| Femminile |                                                 |                                           |                                              |                                          |
| WH1-WH2   | Giappone Sarina Satomi Yuma Yamazaki            | Cina Liu Yutong Yin Menglu                | Thailandia Sujirat Pookkham Amnouy Wetwithan |                                          |
| SL3-SU5   | Indonesia Leani Ratri Oktila Khalimatus Sadiyah | Cina Cheng Hefang Ma Huihui               | Giappone Noriko Ito Ayako Suzuki             |                                          |
| Misto     | SL3-SU5                                         | Indonesia Hary Susanto Leani Ratri Oktila | Francia Lucas Mazur Faustine Noël            | Giappone Daisuke Fujihara Akiko Sugino   |